# Фроттеризм
Фроттери́зм, фротери́зм (англ. frotteurism) іноді фротта́ж — сексуальне відхилення, при якому сексуальне збудження і задоволення досягається шляхом тертя статевих органів через одяг об сторонню людину в місцях скупчення людей, зазвичай в громадському транспорті.
Як правило, фроттеризмом займаються чоловіки стосовно жінок. Така поведінка розглядається як вид сексуального домагання або насильства. Зустрічається також гомосексуальний фроттеризм.

## Фроттаж
Під терміном фротта́ж (англ. frottage, від фр. frotter — «терти») може матись на увазі сексуальна практика, яка не вважається відхиленням і полягає в терті партнерів один об одного під час сексуальних пестощів як в одязі, так і без нього (див. трибадизм, фрот). Такі ласки спостерігаються як в гетеросексуальних, так і в гомосексуальних пар.